# Norbertina Kinská
Norbertina (Nora) hraběnka Kinská z Vchynic a Tetova (německy Norbertine "Nora" Gräfin Kinsky von Wchinitz und Tettau, vdaná hraběnka Wilcz(e)ková (18. prosince 1888 Vídeň – 26. března 1923 Vítkovice) byla rakouská zdravotní sestra Červeného kříže, původem z českého šlechtického rodu Kinských.
V době první světové války v Rusku založila lazaret a působila zde před a během Ruské revoluce.

## Život
Nora Kinská byla šestým z devíti dětí Oktaviána Zdenka hraběte Kinského (1844–1932) a jeho manželky Georginy Ernestiny Festeticsové z Tolny (1856–1934). Vyrůstala na zámku Karlova Koruna. „Byla příliš zvědavá na život za zdmi zámku na to, aby se vdala za některého z mnoha ctitelů“ a po vypuknutí první světové války roku 1914 založila lazaret.

Poté, co se nuzné podmínky a vysoká úmrtnost v ruských válečných zajateckých táborech staly zcela zjevnými, iniciovala ruská panovnická rodina okolo cara Mikuláše II. vznik skupin tzv. „cestujících zdravotních sester“, aby kontrolovaly dodržování Haagské dohody. Mezi nimi odcestovala roku 1916 jako sestra Červeného kříže i sedmadvacetiletá Nora Kinská v doprovodu ruského důstojníka na Sibiř, aby poukázala na „porušování lidských práv a pokusila se zmírnit utrpení vojáků“. Jeden z prvních záznamů do jejího deníku zněl:
| „ | Nalezla jsem pět invalidů, z nich tři byli jednoocí. Jen tři muži byli zajatci. Ti byli k mé radosti propuštěni. | “ |

Při své cestě navštívila hraběnka Nora 16 zajateckých a 15 pracovních táborů, kde pomáhala někdy v nejprimitivnějších podmínkách při operacích a dalších lékařských zákrocích. Setkala se s tisíci rakousko-uherských a německých válečných zajatců, mezi nimiž byli např.:
- Otto Bauer, rakouský sociální demokrat;[5]
- Béla Kun, klíčová postava Maďarské republiky rad;[5]
- Josip Broz Tito, pozdější prezident Jugoslávie;[5]
- Roland Freisler, Hitlerův ochotný soudce a vykonavatel krvavých rozsudků;[5]
- Ernst Reuter, pozdější primátor Berlína;[5]
- Heimito von Doderer, rakouský spisovatel[5]
- Jaroslav Hašek, český spisovatel (Osudy dobrého vojáka Švejka za světové války).[5]

## Rodinný život
Uprostřed zmatků Ruské revoluce se Norbertině podařil dramatický únik a v létě roku 1918 se vrátila zpět do vlasti. Zde se vdala za hraběte Ferdinanda Wilczka, kterého se jí podařilo osvobodit ze zajateckého tábora a který s ní v přestrojení z Ruska též uprchnul. Roku 1921 se jim ve Štýrském Hradci narodila dcera Georgina, pozdější kněžna lichtenštejnská (manželka knížete Františka Josefa II. a matka současného panujícího knížete Hanse Adama II.)
Nora Kinská zemřela v roce 1923 v porodnici ve Vítkovicích při porodu druhého dítěte. Ani dítě porod nepřežilo.